# Consoante nasal
Uma consoante nasal ou simplesmente uma nasal é uma consoante que, em sua pronúncia o ar expirado ressoa na cavidade nasal por encontrar abaixados a úvula e o véu palatino.
Uma consoante nasal é um tipo de consoante produzida com um velum abaixado na boca, permitindo que o ar saia pelo nariz, enquanto o ar não pode passar pela boca porque algo (como a língua ou os lábios) o está impedindo . Exemplos de consoantes nasais no português são [n] e [m], em palavras como nariz e mão.
A grande maioria das consoantes são consoantes orais. Exemplos de nasais em inglês são [n], [ŋ] e [m], em palavras como nariz, trazer e boca. As oclusivas nasais são quase universais nas línguas humanas. Existem também outros tipos de consoantes nasais em algumas línguas.

## Definição
Quase todas as consoantes nasais são plosivas nasais (ou contínuas nasais), onde o ar sai pelo nariz, mas não pela boca, pois é bloqueado pelos lábios ou pela língua.
A maioria das nasais é sonora e, de fato, os sons nasais [n] e [m] estão entre os sons mais comuns usados nas línguas do mundo. Nasais sem voz são usadas em alguns idiomas, como birmanês e galês.
Em termos de acústica, as paradas nasais são sonoras, o que significa que elas não interrompem significativamente o fluxo de ar (pois pode sair pelo nariz). No entanto, as nasais também param em sua articulação porque o fluxo de ar pela boca está completamente bloqueado. Portanto, as consoantes nasais soam tanto como sonorantes quanto como obstruintes.
Acusticamente, as paradas nasais têm faixas de energia em torno de 200 e 2.000 Hz.
O símbolo ⟨n⟩ é comumente usado para representar o nasal dental também, ao invés de ⟨n̪⟩, visto que raramente é distinguido do nasal alveolar.

### Exemplos de línguas que contêm consoantes nasais
| Expressa                   | Expressa | Surda                   | Surda |
| Descrição                  | AFI      | Descrição               | AFI   |
| -------------------------- | -------- | ----------------------- | ----- |
| Nasal bilabial expressa    | [m]      | Nasal bilabial surda    | [m̥]   |
| Nasal labiodental expressa | [ɱ]      | Nasal labiodental surda | [ɱ̊]   |
| Nasal dental expressa      | [n̪]      | Nasal dental surda      | [n̪̊]   |
| Nasal alveolar expressa    | [n]      | Nasal alveolar surda    | [n̥]   |
| Nasal retroflexa expressa  | [ɳ]      | Nasal retroflexa surda  | [ɳ̊]   |
| Nasal palatal expressa     | [ɲ]      | Nasal palatal surda     | [ɲ̊]   |
| Nasal velar expressa       | [ŋ]      | Nasal velar surda       | [ŋ̊]   |
| Nasal uvular expressa      | [ɴ]      | Nasal uvular surda      | [ɴ̥]   |

O nasal retroflexo sonoro é [ɳ] é um som comum nas línguas índicas.
O nasal palatino sonoro [ɲ] é um som comum nas línguas europeias, como: espanhol ñ; ou gn francês e italiano; ou catalão, húngaro e luganda ny; ou tcheco e eslovaco ň; ou polonês ń; ou nh occitano e português de Portugal(o som do português brasileiro é [j̃]); ou sérvio, croata, bósnio e montenegrino nj.
Inglês, alemão e cantonês têm [m], [n] e [ŋ]. Tamil tem suas próprias letras diferentes para os sons [m], [n̪], [n], [ɳ], [ɲ] e [ŋ] (ம, ந, ன, ண, ஞ, ங).
Catalão, occitano, espanhol e italiano têm [m], [n], [ɲ] como fonemas e [ɱ] e [ŋ] como alofones. (Em vários dialetos americanos do espanhol, não há nasal palatino, mas apenas um nasal palatalizado, [nʲ], como no cânion inglês. No português brasileiro, nh é frequentemente pronunciado como [j̃], ou seja, como um glide nasal. Esta vogal também existe no guarani.)
O silabário japonês kana ん, tipicamente romanizado como ne ocasionalmente m, pode se manifestar como uma das várias consoantes nasais diferentes, dependendo de qual consoante o segue; esse alofone, coloquialmente escrito no AFI como /N/, é conhecido como nasal moraico, pela estrutura moraica da língua.
O galês tem um conjunto de nasais surdas, [m̥], [n̥] e [ŋ̊], que ocorrem predominantemente como resultado da mutação nasal de suas contrapartes sonoras ([m], [n] e [ŋ]).
No português brasileiro e no português angolano, [ɲ], escrito ⟨nh⟩, é normalmente pronunciado como [ȷ̃], uma aproximação palatal nasal, um glide nasal (em polonês, esse recurso também é possível como um alofone). As semivogais em português geralmente nasalizam antes e sempre depois das vogais nasais, resultando em [ȷ̃] e [w̃]. O que seriam oclusivas codas nasais em outras línguas da Península Ibérica ocidental é apenas ligeiramente pronunciado antes das consoantes dentais. Fora desse ambiente a nasalidade se espalha pela vogal ou se torna um ditongo nasal (mambembe [mɐ̃ˈbẽjbi], fora do final, só no Brasil, e mantém [mɐ̃ˈtẽj ~ mɐ̃ˈtɐ̃j] em todos os dialetos portugueses).
A língua Mapos Buang da Nova Guiné tem um nasal uvular fonêmico, [ɴ], que contrasta com um nasal velar. É extremamente raro que um idioma tenha [ɴ] como fonema.
Yanyuwa é altamente incomum por ter uma distinção de sete vias entre [m], [n̪], [n], [ɳ], [ṉ] (palato-alveolar), [ŋ̟] (velar frontal) e [ŋ̠] (velar de volta). Essa pode ser a única linguagem existente que contrasta as nasais em sete pontos distintos de articulação.
O termo 'oclusivo nasal' (ou 'parada nasal') é geralmente abreviado para nasal. No entanto, também existem fricativas nasalizadas, retalhos nasalizados, glides nasais e vogais nasais, como em francês, português e polonês. No IPA, as vogais nasais e consoantes nasalizadas são indicadas colocando um til (~) sobre a vogal ou consoante em questão: francês sang [sɑ̃], português bom [bõ].

## Outros tipos de consoantes nasais
Ladefoged e Maddieson (1996) distinguem consoantes puramente nasais, as oclusivas nasais, como mn ng, em que o fluxo de ar é puramente nasal, de consoantes nasais parciais, como consoantes prenasalizadas e consoantes nasais pré-paradas, que são nasais apenas durante parte de sua duração , bem como de consoantes nasalizadas, que têm fluxo de ar oral e nasal simultâneos. Em algumas línguas, como o português, uma consoante nasal pode ter alofones oclusivos e não oclusivos. Em geral, portanto, uma consoante nasal pode ser:
- Um oclusivo nasal, como o inglês m, n, ng
- Um aproximante nasal, como em nh em alguns dialetos portugueses
- Um retalho nasal, como o retalho nasal retroflexo lateral em pashto
- Consoantes pré-paradas, nasais pré-paradas e nasais pós-paradas
- Cliques nasais, como Zulu nq, nx, nc Outras consoantes nasalizadas, como as fricativas nasalizadas

## Nasais surdas
Algumas línguas têm oclusivos nasais sem voz fonêmica. Entre eles estão islandeses, faroenses, birmaneses, Jalapa Mazatec, Kildin Sami, galeses e Yup'ik Central do Alasca. Iaai da Nova Caledônia tem um número excepcionalmente grande deles, com / m̥ m̥ʷ n̪̊ ɳ̊ ɲ̊ ŋ̊ /, junto com um número de aproximantes sem voz.

## Falta de consoantes nasais
Alguns idiomas, talvez 2%, não contêm nasais fonemicamente distintos. Isso levou Ferguson (1963) a supor que todas as línguas têm pelo menos um oclusivo nasal primário. No entanto, existem exceções.

### Falta de nasais fonêmicos
Quando se afirma que uma língua carece totalmente de nasais, como acontece com várias línguas Níger-Congo ou a língua Pirahã da Amazônia, as consoantes nasais e não nasais ou prenasalizadas geralmente se alternam alofonicamente, e é uma reivindicação teórica por parte do lingüista individual que o nasal não é a forma básica da consoante. No caso de algumas línguas Níger-Congo, por exemplo, as nasais ocorrem antes apenas das vogais nasais. Visto que as vogais nasais são fonêmicas, simplifica um pouco o quadro assumir que a nasalização em oclusivas é alofônica. Há então um segundo passo para afirmar que as vogais nasais nasais oclusivas orais, ao invés de vogais orais desenasalizantes das oclusivas nasais, isto é, se [mã, mba] são fonemicamente /mbã, mba/ sem nasais completas, ou /mã, ma/ sem paradas pré-enaralizadas. Postular paradas orais ou pré-analizadas subjacentes, em vez de nasais verdadeiras, ajuda a explicar a aparente instabilidade das correspondências nasais em todo o Níger-Congo em comparação com, por exemplo, indo-europeu.
Essa análise custa, em algumas línguas, a postulação de uma única consoante nasal, que só pode ser silábica, ou de um conjunto maior de vogais nasais do que as orais, ambas situações tipologicamente estranhas. A maneira como essa situação pode se desenvolver é ilustrada por uma linguagem Jukunoid, Wukari. O wukari permite vogais orais em sílabas como ba, mba e vogais nasais em bã, mã, sugerindo que as nasais se tornam plosivas pré-analizadas antes das vogais orais. Historicamente, no entanto, mb tornou-se mm antes das vogais nasais e, em seguida, reduzido para * m, deixando a distribuição assimétrica atual.
Em falantes mais velhos da língua Tlingit, [l] e [n] são alofones. O tlingit é geralmente descrito como tendo uma falta incomum, talvez única de /l/, apesar de ter cinco obstruintes laterais; pode-se argumentar que a geração mais velha tem /l/, mas às custas de não ter nasais.

### Falta de nasais fonéticos
Vários dos idiomas que cercam o Puget Sound, como Quileute (família Chimakuan), Lushootseed (família Salishan) e Makah (família Wakashan), são verdadeiramente sem qualquer nasalização, em consoantes ou vogais, exceto em registros de fala especiais, como fala de bebê ou o discurso arcaico de figuras mitológicas (e talvez nem mesmo no caso de Quileute). Esta é uma característica de área, com apenas algumas centenas de anos, em que as nasais se tornaram plosivas sonoras ([m] tornou-se [b], etc.) após o contato colonial. Por exemplo, "Snohomish" atualmente é pronunciado sdohobish, mas foi transcrito com nasais nos primeiros registros em inglês.
Os únicos outros lugares do mundo onde isso ocorre é na Melanésia. No dialeto central da língua Rotokas da Ilha de Bougainville, as nasais são usadas apenas para imitar sotaques estrangeiros. (Um segundo dialeto tem uma série de nasais.) As línguas das planícies dos lagos de West Irian são semelhantes.
A perda não condicionada de nasais, como em Puget Sound, é incomum. No entanto, atualmente em coreano, a inicial da palavra  /m/ e /n/ está mudando para [b] e [d]. Isso começou em dialetos não padrão e foi restrito ao início de unidades prosódicas (uma posição comum para fortição), mas se expandiu para muitos falantes da língua padrão para o início de palavras comuns, mesmo dentro de unidades prosódicas.